# 川口容資
川口 容資（かわぐち ようすけ、1987年7月9日 - ）は、大分県大分市出身の元プロ野球選手（投手）。右投右打。

## 来歴・人物
小学校3年時に地元の金池少年野球団で軟式野球を始める。大分市立上野ヶ丘中学校から主に投手を務める。
楊志館高等学校時代は、3年時に全国高校野球選手権大会・大分県大会で竹田高校に敗れ2回戦で敗退、甲子園出場はならなかった。
2005年、同年のドラフト会議で福岡ソフトバンクホークスから高校生ドラフト5巡目で指名され入団。全12球団で最後の指名選手となった。
入寮後の新人合同自主トレでは、連日ブルペンに入り40球ほどを投げ込みキャンプイン。ルーキーイヤーの2006年はシーズン途中のフォーム修正や、度重なる怪我などで登板の機会がないまま終わるが、フェニックスリーグにて初登板・初ホールド。2試合目では初勝利を挙げた。
2007年10月6日、高卒2年目の20歳としては異例の戦力外通告を受ける。その後、11月7日に行われた12球団合同トライアウトを受け、読売ジャイアンツと千葉ロッテマリーンズが興味を示した。その後、両球団の入団テストを受け、育成選手として読売ジャイアンツに入団した。
2008年シーズン終了後、再び戦力外通告を受けた。その後、再度合同トライアウトに参加するも獲得球団はなかった。
2009年3月30日（現地時間）に、アメリカ・独立リーグのゴールデンベースボールリーグのユマ・スコーピオンズと契約した。しかし、ユマでは登板がないまま退団した。シーズン終了後、再び12球団合同トライアウトに参加した。
2011年、社会人野球の新日鐵大分ベースボールクラブに入団。のちに現役を引退した。
現役引退後はホークスジュニアアカデミーのコーチを務めたのち、2021年4月開校予定の野球教育施設・大分プロ育成野球専門学院BEZELの投手コーチに就任。同校ではソフトバンク時代の同僚だった大田原隆太もコーチを務める。2022年4月からは監督に就任した。

## 選手としての特徴
188cmの長身と長い腕を生かして腕をしならせ投げ下ろすMAX144km/hのストレートが武器。

## 詳細情報

### 年度別投手成績
- 一軍公式戦出場なし

### 背番号
- 65 （2006年 - 2007年）
- 111 （2008年）